# Rio Jordão (Pernambuco)
O rio Jordão é um curso de água que banha o estado de Pernambuco. Nasce no município de Jaboatão dos Guararapes no bairro de Jardim Jordão, atravessa quatro bairros: Jordão, Boa Viagem, Pina e Imbiribeira e, após um curso de 11 km, desagua no rio Capibaribe. 
Seu afluente é o canal de Setúbal.